# One-T
One-T (произносится как Уан-Ти) — французская анимационная группа. Группа была создана в 2000 году Эдди Гронфьером и Томасом Пидсом. Эдди Гронфьер составляет музыку, а Томас Пидс отвечает за оформление и визуальные эффекты. Их наибольший успех пришелся на 2003 год с хитом "The Magic Key", но после этого они не смогли повторить свой успех и не стали известными.

## История
Летом 2001 года во Франции выступила группа One-T, выпустив хит-сингл "Music Is The One-T ODC", который достиг 82-го места среди самых продаваемых синглов 2001 года. Позже был выпущен сингл "Bein' a star". В 2003 году группа вернулась на сцену с синглом "The magic key", где один из участников, Cool-T, представлен в качестве рэп-певца. Песня стала хитом, достигнув 9-го места в чартах синглов и став 22-м самым продаваемым синглом 2003 года. Группа выпустила также несколько других синглов, но они не получили большого успеха. В 2006 году вышел второй студийный альбом "The One-t's ABC", который был успешным во Франции и Европе. С тех пор о группе было мало новостей, и их активность и планы на будущее остаются неясными. В июле 2022 года был проведен ремастеринг первого альбома группы "The One-T ODC", а также выпущен видеоклип на обновленную версию песни "The magic key 2" совместно с Boogie Fre$h.
Персонажи в группе были созданы, чтобы скрыть реальных людей. Они включают Эдди Гронфьера, известного радиоведущего на радио NRJ и музыкального продюсера, а также Томаса Пидса, автора концепции песни и режиссера музыкальных клипов. Эти люди имеют большой опыт в музыкальной и развлекательной индустрии.

## Дискография

### Альбомы
- The One-T ODC (2003; Micro Inc)
- The One-T's ABC (2006 (цифровой) 2007 (на носителях); Polydor)
- The One-T ODC (20th Anniversary Remastered Deluxe Edition; 2022 )